# Амхарски език
Амхарският език е семитски език, говорен от около 22 млн. души в Етиопия. Той е вторият най-разпространен семитски език в света, след арабския. Амхарският е официалният език в Етиопия. Говори се като майчин език от амхарите и е лингва франка за други хора, населяващи големи градове в Етиопия.

## История
Амхарският е езикът, използван в съдилищата, от военните, езикът на търговията и ежедневната комуникация от късния 12 век и остава официален език в Етиопия и до днес. Според преброяване от 2007 г. амхарският се говори като роден от 21,6 милиона души и като втори от 4 милиона в Етиопия. Допълнително 3 милиона емигранти извън страната говорят езика. Повечето от еврейските общности в Етиопия и Израел говорят амхарски. Във Вашингтон амхарският става един от шестте не-английски езика в „Закона за достъп до език“ от 2004 г., с който се позволяват държавни услуги и образование на амхарски. Растафарианската религия смята езика за свещен и е масово използван от последователите ѝ по света. Ахмарският е най-разпространеният език на Сомалийския полуостров.

## Граматика

### Местоимения

#### Лични местоимения
Като повечето езици, амхарският разграничава човек, число и род. Това включва и лични местоимения. Както и в останалите семитски езици, същото разграничение се появява и на три други места в тяхната граматика.

#### Връзка между подлог и сказуемо
Всички амхарски глаголи се променят в зависимост от структурата на изречението; тоест, лицето, числото и (в единствено число от второ и трето лице) род на предмета на глагола са отбелязани с наставки или префикси на глагола. Тъй като приставките, които сигнализират за подлога, силно се различават в зависимост от конкретното време на глагола (аспект) настроение, обикновено те не се считат за местоимения.

### Съществителни
Амхарските съществителни могат да бъдат първични или производни. Съществително като ǝgǝr 'крак' е първично, докато съществително като ǝgr-äñña 'пешеходец' е производно от съществително.

#### Род
Амхарските съществителни могат да бъдат от мъжки или женски род. Има няколко начина да се изрази рода. Пример е старата наставка -т за женски род. Наставката вече не намира широка употреба и е ограничена до определени модели и някои изолирани съществителни имена.
Съществителни завършващи на -ауи обикновено приемат наставката -t, за да образуват женски род.